# Agalakote, Tumkur
Agalakote là một làng thuộc tehsil Tumkur, huyện Tumkur, bang Karnataka, Ấn Độ.